# 佐世清宗
佐世 清宗（させ きよむね）は、戦国時代の武将。尼子氏、毛利氏の家臣。出雲国佐世城主。

## 生涯
佐世氏は出雲守護の佐々木氏の一門で、出雲国大原郡佐世郷（現在の島根県雲南市大東町佐世）の佐世城を本拠とした。
佐世幸勝の子として生まれ、当初は出雲州衆の一員として尼子氏に仕えた。主君・尼子晴久から奉行衆に任命され、家老衆である富田衆の一員として殆どの奉行連署状に名を連ねた。また文芸に優れ、主君・晴久と共に連歌会の席に出席し、自ら自閑斉と号し画を残している。天文23年（1554年）元旦、富田城中「杵築大社法楽」の連歌会にも参加した。
安芸国の毛利氏が勢力を拡大すると、これと戦い度々出陣した。天文9年（1540年）9月には、毛利元就の吉田郡山城の戦いに出陣。永禄3年（1560年）7月には、石見銀山山吹城攻めに出陣した。毛利氏が出雲へと侵略を開始すると、永禄6年（1563年）9月、尼子倫久を総大将とした白鹿城の救援に従軍するも敗北を喫して撤退した。永禄8年（1565年）4月、毛利元就による第二次月山富田城の戦いの際にも、尼子秀久を大将とした3000余人で菅谷口を守った。
しかし、月山富田城内が混乱の極みに達した永禄8年（1565年）冬、息子2人を連れて毛利氏の包囲軍に降伏した。清宗以外にも尼子氏の重臣であった亀井安綱、河本隆任、川副久盛、牛尾幸清、湯惟宗らも次々と降伏していったが、清宗は破格の待遇をもって迎えられたという。
末裔には明治維新後、萩の乱を起こした前原一誠がいる。